# Liz Irving
Pour les articles homonymes, voir Irving.
Liz Irving, née le 7 février 1965 à Brisbane, est une joueuse professionnelle de squash représentant l'Australie. Elle atteint, en mai 1988, la deuxième place mondiale sur le circuit international, son meilleur classement.
C'est la fille de Jenny Irving, finaliste du British Open 1971 face à l'invincible Heather McKay qui remportait son 10e British Open consécutif.

## Biographie
Liz Irving est finaliste des championnats du monde 1993 face à sa compatriote Michelle Martin. Elle est également trois fois finaliste du British Open, perdant en finale face à Susan Devoy en 1988 et face à Michelle Martin en 1994 et 1995.
Elle fait partie de l'équipe australienne championne du monde par équipes en 1992, 1994, 1996 et 1998.
Après sa carrière de joueuse, Liz Irving est basée à Amsterdam, où elle entraîne des joueuses de top niveau international comme Nicol David et Vanessa Atkinson.
En 2011, elle est intronisée au Squash Australia Hall of Fame.

## Palmarès

### Titres
- Open de Malaisie : 1995
- Scottish Open : 2 titres (1986, 1988)
- Championnats du monde par équipes : 4 titres (1992, 1994, 1996, 1998)

### Finales
- Championnats du monde : 1993
- British Open : 3 finales (1988, 1994, 1995)
- Carol Weymuller Open : 1996
- Heliopolis Open : 1995
- Australian Open : 3 finales (1991, 1993, 1994)